# أحمد كمال أبو المجد
أحمد كمال أبو المجد (28 يونيو 1930م - 3 أبريل 2019م)، سياسي ومفكر إسلامي مصري.
عمل بالشباب وبقضاياهم فقد أعطى من عمره ما يزيد عن العشرين عاما مدافعا عن الشباب واليه يرجع الفضل في انتشار أقوى تنظيم شبابي سياسي عرفته مصر في الستينيات وأوائل السبعينات عندما قاد منظمة الشباب وعلى يديه تشكل التنظيم الطليعي الذي قدم لمصر كوادر سياسية رائعة. ولد أبو المجد عام 1930 في محافظة أسيوط، وتقلَّد خلال حياته عددًا من المناصب الرفيعة في حقب مختلفة من تاريخ مصر، منها وزير الشباب 1971-1973 ووزير الإعلام 1973-1975، ونائب رئيس المجلس القومي لحقوق الإنسان، وعضو مجمع البحوث الإسلامية بالأزهر. من بين مؤلفات أبو المجد العديدة: «حوار لا مواجهة»، و«رؤية إسلامية معاصرة»، و«المسلمون والعصر»، و«دراسات في المجتمع العربي». توفي أبو المجد مساء يوم الأربعاء 3 أبريل 2019 في القاهرة عن عمر ناهز 89 عامًا.

## العائلة
للاستاذ أحمد كمال أبو المجد 5 أبناء هم وائل احمد أبوالمجد والذي عمل سفيرا لمصر بكندا قبل تغييرات 30 يونيو والطبيب أيمن أحمد أبوالمجد وثلاث بنات هن السيدة أميرة زوجة ابراهيم المعلم ونهى وراندا 